# メアリー・ハーヴィー

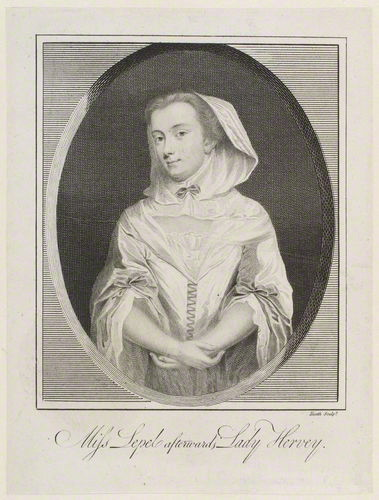
メアリー・ハーヴィー、ジェームズ・ヒース作、1798年。

ハーヴィー男爵夫人メアリー・ハーヴィー（英語: Mary Hervey, Lady Hervey、旧姓レペル（Lepell）、1700年頃 - 1768年9月2日）は、グレートブリテン王国の宮廷の人物。

## 初期の経歴
ニコラス・ヴェディヒ・レペル（Nicholas Wedig Lepell）准将とメアリー・ブルック（Mary Brooke、サフォークのレンドルシャムのジョン・ブルック（John Brooke）の娘で推定相続人の1人）の娘として、1700年頃に生まれた。イックワース教会の碑銘では出生日を1700年9月26日としたが、洗礼記録では1699年9月16日とした。
父はドイツ生まれで、ペイジ・オブ・オナーを務めていたときの1698年に結婚、翌年にはイギリスに帰化した。1705年4月3日に新しい歩兵連隊を招集する辞令を得て、1710年1月1日に准将に昇進した。直後にイギリスのスペイン派遣軍総指揮官に任命され、1712年まで務めた。
1715年、家族のつながりでプリンセス・オブ・ウェールズ（王太子妃）キャロライン・オブ・アーンズバックのメイド・オブ・オナーに任命された。マールバラ公爵夫人サラ・チャーチルによる1737年12月の手紙では彼女が「生まれてすぐ、父の連隊の」Cornetにされ、「メイド・オブ・オナーになってから長年経った後に賃金を支払われた。彼女は極めて前向きで生意気であり、彼女がそれ以上従軍し続けることがばかばかしくなったためサンダーランド卿が当時の国王ジョージ1世に頼んで彼女に年金が下りるようにした。」という。

## 賛辞
メアリー・レペルは宮廷では機知と美貌で称えられ、友人のメアリー・ベレンデン（Mary Bellenden、後にジョン・キャンベル大佐と秘密結婚。キャンベルは1761年にアーガイル公爵を継承）ともその名誉を分け合った。アレキサンダー・ポープもジョン・ゲイも彼女への賛辞を書いた。ウィリアム・パルトニーと第4代チェスターフィールド伯爵フィリップ・スタンホープは共同でモリー・モッグのバラードの旋律から新しいバラードを創作して彼女を称えた。ヴォルテールも彼女を気に入って、下記の書き始めからはじまる詩歌を書いた。これはヴォルテールが書いた英語の詩歌で唯一現存するものである。
Hervey, would you know the passion

You have kindled in my breast?
この詩歌は後にロンドンの商人の妻であるローラ・ハーリー（Laura Harley）の求愛者によって転用されたが、ローラの夫の離婚裁判で提出された証拠の1つとなった。
後にメアリー・レペルと文通を交わしたホレス・ウォルポールも彼女を常に尊重し、称賛しており、1762年には自身の『イングランド絵画のアネクドート』（Anecdotes of Painting in England）を彼女に献呈した。彼女の良識と雅量は宮廷の女性からも尊敬され、才人たちから称えられた。

## 結婚
メアリー・レペルとジョン・ハーヴィー（後にイックワースのハーヴィー男爵）の結婚は1720年10月25日に公表されたが、実際は1720年4月21日に秘密結婚していた。その証拠にはイックワースで保存されている、初代ブリストル伯爵による1720年5月20日の手紙であり、ブリストル伯爵はその手紙で彼女の秘密結婚を祝った。1721年7月にメアリー・ウォートリー・モンタギューからマー伯爵夫人に宛てた手紙ではハーヴィー夫婦の「熱烈な愛情」について書かれた。
2人は4男4女をもうけた。
1. メアリー・ハーヴィー（1720年頃 - ?） - 1745年10月31日、ターロウーのジョージ・フィッツジェラルドと結婚
2. ジョージ・ウィリアム・ハーヴィー（1721年 - 1775年） - 第3代ハーヴィー男爵、第2代ブリストル伯爵
3. レペル・ハーヴィー（1723年4月15日 - 1780年5月11日） - 1742/1743年2月26日、初代マルグレイヴ男爵コンスタンティン・フィップスと結婚、子供あり
4. オーガスタス・ジョン・ハーヴィー（1724年 - 1779年） - 第3代ブリストル伯爵、嫡出子のないまま死去
5. フレデリック・オーガスタス・ハーヴィー（英語版）（1730年 - 1803年） - 1752年。エリザベス・デイヴァースと結婚、子供あり
6. ウィリアム・ハーヴィー将軍（1732年5月13日 - 1815年） - 生涯未婚
7. アメリア・キャロライン・ナッソー・ハーヴィー（1734年 - 1814年） - 生涯未婚
8. キャロライン・ハーヴィー（1736年 - 1819年） - 生涯未婚

ハーヴィー男爵が浮気していたが、夫婦仲は友好的で、やっかいな子女たちにも尊敬された。子供たちは両親の独特な性格を遺伝し、メアリー・ウォートリー・モンタギューをして「この世は男、女、そしてハーヴィー家で構成される」といわしめた。彼女は熱烈なジャコバイトとされた。晩年は痛風に悩まされたが、彼女は夫の死後も魅力を保った。
チェスターフィールド伯爵は1750年10月22日の息子に宛てた手紙でパリにいるハーヴィー男爵夫人を「信じ、意見を求める」よう言った。彼は彼女の教養を称え、女性に必要な知識よりも多く知っているとし、「彼女はラテン語を完璧に理解しているが、賢くもそれを隠した」と述べた。

## 死去
1768年9月2日、ハーヴィー男爵夫人は68歳で死去、サフォークのイックワースで埋葬された。墓碑銘はホレス・ウォルポールが書いた。
ハーヴィー男爵夫人は手紙作家であり、息子たちの家庭教師だったエドマンド・モーリス牧師（Edmund Morris）に宛てた1742年から1768年までの手紙が1821年に出版された。また1824年にはサフォーク伯爵夫人宛ての手紙が2巻に分けてLettersとして出版された。
ブリストル侯爵はハーヴィー男爵夫人の肖像画を2枚所有している。また、ストロベリー・ヒル・コレクションが所有していたアラン・ラムゼー作の肖像画が1867年にリフォード卿（Lord Lifford）によってサウス・ケンジントンのナショナル・ポートレート展示会に貸出された。同じくストロベリー・ヒル・コレクションが所有していたミニアチュアからの版画はウォルポールのLettersで出版された。